# Diocesi di Arsacal
La diocesi di Arsacal (in latino: Dioecesis Arsacalitana) è una sede soppressa e sede titolare della Chiesa cattolica.

## Storia
Arsacal, identificabile con Goulia nell'odierna Algeria, è un'antica sede episcopale della provincia romana di Numidia.
Unico vescovo conosciuto di questa diocesi africana è Servo, il cui nome appare al 57º posto nella lista dei vescovi della Numidia convocati a Cartagine dal re vandalo Unerico nel 484; Servo, come tutti gli altri vescovi cattolici africani, fu condannato all'esilio.
Dal 1933 Arsacal è annoverata tra le sedi vescovili titolari della Chiesa cattolica; dal 22 gennaio 2019 il vescovo titolare è Joseph Lawrence Coffey, vescovo ausiliare dell'ordinariato militare negli Stati Uniti d'America.

## Cronotassi

### Vescovi residenti
- Servo † (menzionato nel 484)

### Vescovi titolari
- Vincent Martin Leonard † (28 febbraio 1964 - 1º giugno 1969 nominato vescovo di Pittsburgh)
- Oreste Marengo, S.D.B. † (26 giugno 1969 - 30 luglio 1998 deceduto)
- Sergio Alfredo Gualberti Calandrina (6 maggio 1999 - 28 settembre 2011 nominato arcivescovo coadiutore di Santa Cruz de la Sierra)
- Johannes Willibrordus Maria Hendriks (25 ottobre 2011 - 22 dicembre 2018 nominato vescovo coadiutore di Haarlem-Amsterdam)
- Joseph Lawrence Coffey, dal 22 gennaio 2019